# Sozialrepublikanische Partei
Die Sozialrepublikanische Partei (Khmer គណបក្សសង្គមសាធារណរដ្ឋ Sangkum Sathéaranakrâth; französisch Parti social républicain; englisch Social Republican Party oder Socio-Republican Party) war eine nationalistische, rechtsgerichtete und republikanische Partei in der Khmer-Republik (Kambodscha). Sie bestand von 1972 bis 1975 und unterstützte das proamerikanische Regime von Lon Nol.

## Geschichte
Die Partei wurde von Oberst Lon Non, dem Bruder von General Lon Nol, im Juni 1972 gegründet. Der Zweck der Partei war es, Lon Nol eine Möglichkeit zu geben, an den Parlamentswahlen im September 1972 teilzunehmen. General Lon Nol hatte 1970 den langjährigen Führer des Landes Prinz Norodom Sihanouk in einem unblutigen Putsch gestürzt. 
Die Sozialrepublikanische Partei erhielt bei den Wahlen im September 1972 alle Sitze im Parlament, da alle anderen wesentlichen Parteien die Wahlen boykottierten. Offiziell erhielt die Partei 99,1 % der Stimmen und gewann 126 von möglichen 126 Sitzen in der Nationalversammlung. Lediglich die Partei Pracheachon nahm noch an den Wahlen teil. Es wird vermutet, dass diese Partei von Anhängern von Lon Non unterwandert war und nur als Alibifunktion an der Wahl teilnahm, um der Wahl einen demokratischen Anstrich zu geben. 
Nach der Eroberung von Phnom Penh am 17. April 1975 durch die von Prinz Norodom Sihanouk nominal geführten Roten Khmer wurden viele Parteimitglieder ermordet. Andere Mitglieder hatten sich Anfang April 1975 ins Ausland abgesetzt. Zu einer geordneten Auflösung kam es aufgrund der dramatischen Situation um die Zwangsevakuierung der gesamten Bevölkerung von Phnom Penh auf das Land nicht.

## Bekannte Mitglieder
- Lon Nol
- Lon Non
- Son Ngoc Thanh
- Hang Thun Hak
- Long Boret
- Sisowath Sirik Matak